# Kőszeg
Kőszeg là một thành phố thuộc hạt Vas, Hungary. Thành phố này có diện tích 54,66 km², dân số năm 2010 là 12020 người, mật độ 220 người/km².